# Maison des Marêts
L'ancienne maison des Marêts connue aussi comme l'ancien château des Marêts  est un immeuble classé du XVIe siècle situé dans la section de Wandre à Liège en Belgique.
L'immeuble est repris sur la liste du patrimoine immobilier exceptionnel de la Wallonie.

## Localisation
La maison est située dans la localité de Wandre, aux nos 6/8 de la rue des Marêts, au bout d'une allée empierrée d'environ 25 mètres. L'immeuble se trouve adossé à l'arrière de l'immeuble sis au no 790 de la rue de Visé (route nationale 653).

## Toponymie
La demeure doit son nom au quartier wandruzien des Marêts, ancien vocable relatif aux marécages qui étaient présents au pied du versant boisé de la Meuse.

## Historique
La maison est datée de 1524-1534 pour ce qui concerne la partie en colombage, d'après analyse dendrochronologique. L’édifice est remanié, notamment au cours du XVIIIe siècle. Cette demeure est une ancienne propriété des Rouveroy, maîtres de fosses dès le XVIe siècle. La maison est restaurée de 2002 à 2004. Le bâtiment abrite aujourd’hui deux appartements.

## Conception
Témoin liégeois d’architecture civile du XVIe siècle, le pignon oriental repose sur deux niveaux inférieurs en moellons de grès houiller peints en blanc surmontés partiellement en encorbellement de deux autres niveaux en pans-de-bois horizontaux, verticaux et en croix de saint André. On dénombre sur ce haut pignon trente-quatre croix de saint André de petite taille et quatre plus grandes placées plus bas.

## Classement
La maison des Marêts est classée au patrimoine immobilier de la Région wallonne depuis 1977 et est également classée Patrimoine immobilier exceptionnel de la Région wallonne depuis 2013 pour le caractère exceptionnel du pignon à pan-de-bois de la maison.